# أكلبترة منقطة
أكلبترة منقطة (الاسم العلمي: Acalyptris punctulatus) هي نوع من الحشرات تتبع جنس الأكلبترة من فصيلة السليلات.